# Alexander Peez
Alexander Peez, celým jménem Alexander Ernst von Peez (19. ledna 1824 Wiesbaden – 12. ledna 1912 Weidling), byl rakouský podnikatel a politik německé národnosti působící mj. v Liberci; od 70. let 19. století poslanec Říšské rady.

## Biografie
Narodil se ve Wiesbadenu v tehdejším Nasavském vévodství. Jeho otec byl zakladatelem wiesbadenských lázní. Alexander studoval na univerzitách v Heidelbergu, Göttingenu, Mnichově a Praze. V Praze byl žákem národohospodáře Mischlera a podnikl s ním studijní cestu po průmyslových regionech v Čechách. Zaměřoval se na otázky zefektivnění průmyslové výroby. V roce 1857 odešel do Frankfurtu nad Mohanem, ale později se vrátil do Rakouska a roku 1866 získal rakouské státní občanství.
V Liberci po jistou dobu vedl redakci listu Reichenberger Zeitung. Byl spolupracovníkem velkopodnikatele Johanna Liebiega, prezidenta liberecké obchodní komory. V roce 1864 se Peez stal tajemníkem Svazu průmyslníků ve Vídni. Podílel se na přípravě Světové výstavy roku 1867 v Paříži a Světové výstavy roku 1873 ve Vídni. V roce 1874 spoluzakládal Svaz těžebního, železářského a strojírenského průmyslu. Od roku 1875 byl tajemníkem Průmyslového klubu, přičemž v letech 1891–1895 a opět 1904–1905 byl jeho prezidentem. Zasedal ve správních radách četných firem. Sám podnikal. V roce 1886 založil na svém statku v štýrském Weißenbach an der Enns továrnu na celulózu.
V polovině 70. let 19. století se zapojil i do celostátní politiky. V doplňovacích volbách roku 1876 byl zvolen na Říšskou radu (celostátní zákonodárný sbor), kde zastupoval kurii obchodních a živnostenských komor, obvod Liberec. Slib složil 19. října 1876. Mandát obhájil za týž obvod i v řádných volbách do Říšské rady roku 1879. Do parlamentu se po jisté přestávce vrátil roku 1890, v doplňovacích volbách, nyní za kurii obchodních a živnostenských komor, obvod Leoben. Nastoupil 8. května 1890 místo Ludwiga Zschocka. Křeslo tu obhájil v řádných volbách do Říšské rady roku 1891. Rezignaci na mandát oznámil na schůzi 22. října 1895. Nahradil ho Franz Kupelwieser. Důvodem odchodu ze sněmovny bylo jeho hlasování v otázce dvojjazyčného vyučování v Celji za vlády Alfreda Windischgrätze. Kvůli této kauze opustil i svoji stranu.
Na Říšské radě patřil k německým liberálům (liberálně a centralisticky orientovaná Ústavní strana, odmítající federalistické aspirace neněmeckých etnik). Po burzovním krachu roku 1873 ovšem patřil mezi hlavní zastánce odklonu od politiky volného trhu a prosazoval ochranná cla. Byl stoupencem celní unie Rakouska a Německa a orientace zahraničního obchodu na Balkán a východní Středomoří. V říjnu 1879 je zmiňován na Říšské radě coby člen mladoněmeckého Klubu sjednocené Pokrokové strany (Club der vereinigten Fortschrittspartei). Později byl členem parlamentního klubu Sjednocená německá levice, do kterého se spojilo několik ústavověrných politických proudů.
Zvolen byl znovu ve volbách do Říšské rady roku 1897, tentokrát za kurii obchodních a živnostenských komor, obvod Liberec. Ale již 23. září 1897 byla na schůzi parlamentu oznámena rezignace. V roce 1897 se profesně uvádí jako továrník.
Roku 1899 získal titul barona. V roce 1902 usedl jako doživotní člen do Panské sněmovny (jmenovaná horní komora Říšské rady).
Zemřel v lednu 1912.